# Стакевска река
Стакевска река е река в Северозападна България, Видинска област, община Белоградчик, ляв приток на река Лом. Дължината ѝ е 34 km.
Стакевска река извира на около 1 km северозападно от връх Хайдушки камък (1721 m, най-високата точка на Светиниколска планина) на 1300 m н.в. под името Железната река. До село Стакевци тече на север в дълбока залесена долина под името Големата река, а след селото вече се нарича Стакевска река. След разклона на шосето за село Крачимир завива на изток и проломява рида Ведерник, а след разклона за град Белоградчик – на югоизток, а след това отново на изток, като тече в широка долина. На 1,2 km преди устието ѝ в нея отдясно се влива Чупренска река. Стакевска река се влива отляво в река Лом при село Яньовец (махала Фалковец) на 218 m н.в.
Водосборният басейн на реката е 328 km2, което представлява 26,5% от водосборния басейн на река Лом. Основни притоци: леви – Горна Раковица, Средна Раковица, Долна Раковица, Станци; десни – Пробойница, Върбовска река, Чупренска река.
Реката е маловодна, със снежно-дъждовно подхранване. Средният многогодишен отток при село Боровица е 2,00 m3/s.
По течението на реката има три села в община Белоградчик – Стакевци, Чифлик и Боровица.
От устието на реката, нагоре покрай левия ѝ бряг, до разклона за село Стакевци преминава част (10,2 km) от Републикански път III-102 от държавната пътна мрежа Димово – Белоградчик – Монтана.
Водопадът на река Стакевска в местността „Белата вода“ е обявен за природна забележителност през 1976 г.

## Топографска карта
- Лист от карта K-34-22. Мащаб: 1 : 100 000.